# Procureur-generaal

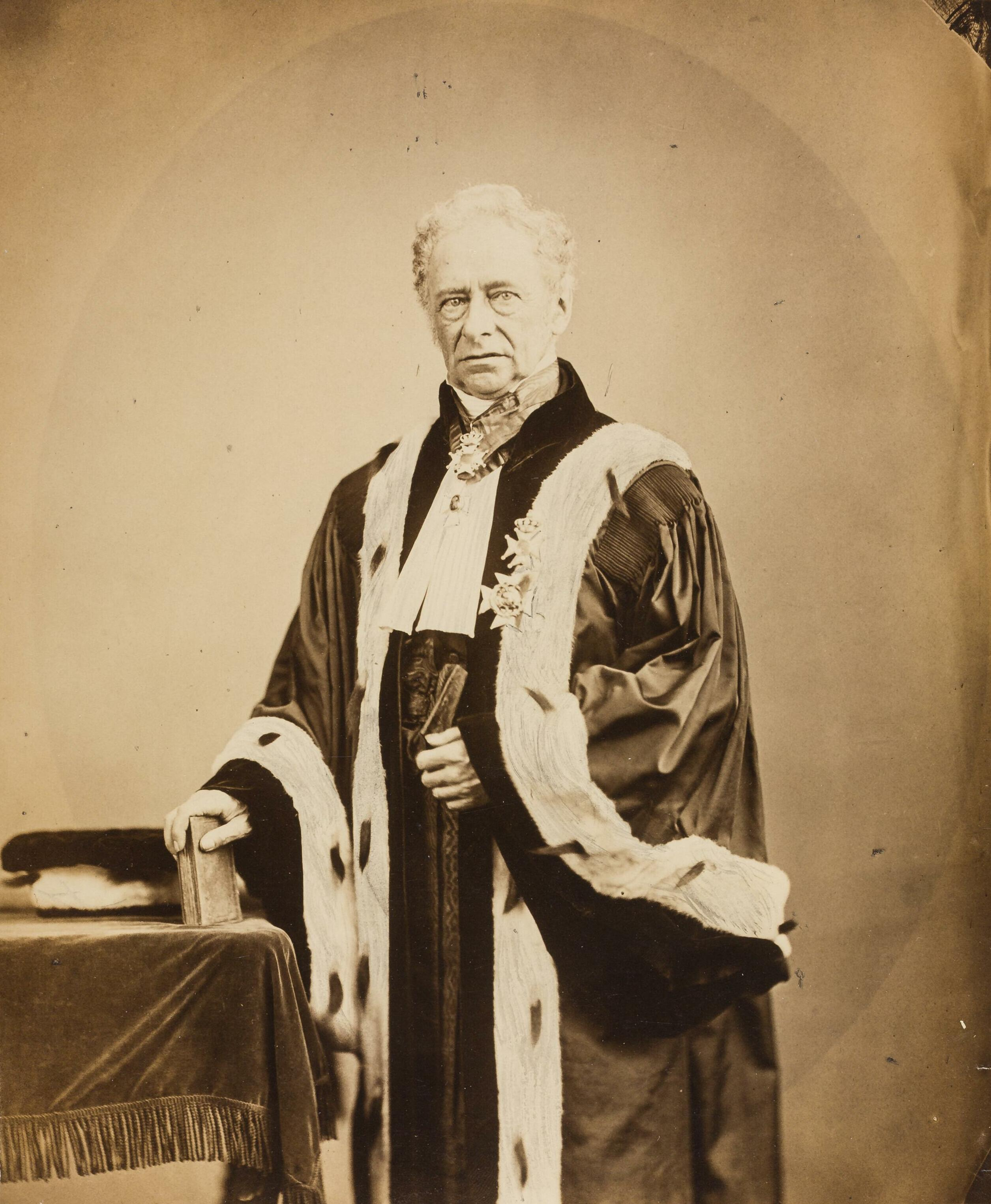
Portret van mr. G.A.G. van Maanen (1801-1871), procureur-generaal bij de Hoge Raad der Nederlanden, staande in toga met hermelijn afgezet. Naast hem op tafel ligt zijn baret; in zijn hand een wetboek; op de borst en om de hals zijn de versierselen van een commandeur in de Orde van de Nederlandse Leeuw te zien.

Een procureur-generaal is een internationale benaming voor een bepaalde functie in het Openbaar Ministerie. Per land heeft de functie verschillende taken.

## In Nederland
De benaming procureur-generaal wordt voor verschillende functies gebruikt:
- een lid van het bestuurscollege van het Openbaar Ministerie, het College van procureurs-generaal, dat samen met de staf aldaar het parket-generaal vormt;[1]
- het hoofd van het parket bij de Hoge Raad;[2]
- de hoofdadvocaat-generaal bij een ressortsparket heette tot 1998 procureur-generaal.

Een procureur-generaal dient niet te worden verward met een procureur.

## In België
De procureur-generaal is een magistraat bij het Openbaar Ministerie (op dit niveau ook wel parket-generaal genoemd). Hij wordt bijgestaan door advocaten-generaal en substituten procureur-generaal.
De benaming procureur-generaal wordt voor verschillende functies gebruikt:
- Het hoofd van het parket-generaal bij het Hof van Cassatie.
- Het hoofd van het parket-generaal bij de hoven van beroep.

### Lijst van Belgische procureurs-generaal
- hof van beroep te Antwerpen (voor het gerechtelijk gebied Antwerpen) – Patrick Vandenbruwaene
- hof van beroep te Bergen (voor het gerechtelijk gebied Bergen) – Ignacio de la Serna
- hof van beroep te Brussel (voor het gerechtelijk gebied Brussel) – Johan Delmulle
- hof van beroep te Gent (voor het gerechtelijk gebied Gent) – Erwin Dernicourt
- hof van beroep te Luik (voor het gerechtelijk gebied Luik) – Pierre Vanderheyden
- Hof van Cassatie – Dirk Thijs

## In Suriname
In Suriname is het een gerechtelijke functie. De procureur-generaal is krachtens de Surinaamse grondwet belast met de vervolging van politieke ambtsdragers.
De procureur-generaal sinds 2023 is Garcia Paragsingh (waarnemend 2021-2023).

## Angelsaksische landen
In landen met Angelsaksisch recht is de procureur-generaal (attorney general) de hoogste juridische functionaris van een land of deelgebied. De inhoud van de functie is echter niet eenvormig, en hangt sterk af van het land of deelgebied. Mogelijke invullingen van de functie zijn die van procureur-generaal, van hoogste openbaar aanklager, van belangrijkste juridische adviseur van de overheid of de minister van justitie.

### Verenigd Koninkrijk
In het Verenigd Koninkrijk is de Attorney General for England and Wales de belangrijkste juridische adviseur van de Britse regering voor zaken betreffende Engeland en Wales. Er bestaat een vergelijkbare functie voor Schotland en het Schots recht, de Advocate General for Scotland. Voor Noord-Ierland is er de Attorney General for Northern Ireland, die echter adviseert aan de Noord-Ierse regering, en niet direct aan de Britse regering.

### Verenigde Staten
De Amerikaanse procureur-generaal staat aan het hoofd van het Amerikaanse ministerie van justitie en functioneert dus als minister van justitie. Deze heeft echter andere taken en bevoegdheden dan de minister van justitie in België en Nederland: de 'AG' vertegenwoordigt bijvoorbeeld ook de federale overheid in rechtszaken.
Daarnaast hebben de meeste deelstaten ook een procureur-generaal met een soortgelijke functie.
Omdat deze functionaris in veel gevallen ook direct het openbaar ministerie aanstuurt of civiele rechtszaken kan beginnen, wordt hij of zij geacht op enige afstand van de president of gouverneur te opereren, om belangenverstrengeling te voorkomen.